# Kup Hrvatske u hokeju na travi za žene 2018.
Kup Hrvatske u hokeju na travi za žene za 2018. godinu je osvojila "Zelina" iz Svetog Ivana Zeline. 
Kup je igran u proljetnjem dijelu sezone 2017./18. 

## Sudionici
- "Mladost" - Zagreb
- "Zelina" - Sveti Ivan Zelina
- "Zelina II" - Sveti Ivan Zelina
- "Zrinjevac" - Zagreb

## Rezultati
| datum             | klub1         | rezultat      | klub2         |
| poluzavršnica     | poluzavršnica | poluzavršnica | poluzavršnica |
| ----------------- | ------------- | ------------- | ------------- |
| 26. travnja 2018. | Zelina II     | 0:7           | Zelina        |
| 26. travnja 2018. | Zrinjevac     | 1:6           | Mladost       |
|                   |               |               |               |
| završnica         |               |               |               |
| 30. svibnja 2018. | Zelina        | 3:2           | Mladost       |

## Vanjske poveznice
- hhs-chf..hr, Hrvatski hokejski savez
- hhs-chf.hr, Kup Hrvatske za seniore i seniorke